# Peaceville Records
La Peaceville Records è una casa discografica musicale inglese, fondata da Paul "Hammy" Halmshaw (delle band Instigators e Civilized Society?, e dei Sore Throat) nel 1987, a Cleckheaton, Inghilterra. Originariamente etichetta anarcho punk, e poi nel crust punk. Poi da metà anni ottanta si sposta verso il doom metal. Tuttora produce gruppi death metal e doom metal.

## Gruppi sotto Peaceville Records
- Abscess
- Akercocke
- At the Gates
- Autopsy
- Darkthrone
- Bloodbath
- My Dying Bride
- Novembre
- Numismatica
- Axegrinder
- Paradise Lost
- The Blood Divine
- Madder Mortem
- The Provenance
- Gallhammer
- Deviated Instinct
- Pentagram

## Band non più sotto contratto
- Anathema
- Doom
- Pitchshifter
- Opeth
- G.G.F.H.
- Kong
- Sonic Violence
- Electro Hippies
- Vital Remains
- Thine

## Compilation
- A Vile Peace (1987)
- Vile Vibes (1990)
- Peaceville Volume 4 (1992)
- The Best of Peaceville (1995)
- Autumn Sampler '95 (1995)
- Under the Sign of the Sacred Star (1996)
- Peaceville X (1998)
- Peaceville Classic Cuts (2001)
- Peaceville Sampler 2002 (2002)
- New Dark Classics (2006)
- Metal Hammer (2006)